# 김남성 (배구인)
김남성(1952년 5월 6일 전라북도 익산시 ~ )은 전 대한민국의 배구 선수이자 전 서울 드림식스의 초대 감독이다. 현재는 대한배구협회의 홍보이사이다.

## 선수 경력
김남성은 양조장을 경영하던 아버지 덕분에 넉넉한 환경에서 자랐고, 당시 초등학교에 재학할 때 축구 골키퍼를 했던 경험 때문에 익산 남성중학교 1학년에 재학 중 우연히 배구를 시작했다. 이는 당시 남성중학교 배구부가 선수 부족으로 대회를 나가지 못하게 되었고, 그로 인해 급조되어 주전 선수로 뛰게 되었다. 이후 부모님의 반대를 무릅쓰고 배구에 입문하여 서울 대신고등학교, 성균관대학교를 거치며 선수 생활을 하였다.
그는 레프트 공격수로 제법 이름을 날리기도 하지만 작은 키 때문에 늘 국가대표로 선발되지 못하였고, 그 당시 미도파의 이창호 감독과 현대건설의 전호관 감독이 대표 출신이 아닌데도 명장이 된 것을 보면서 용기를 얻으며 1981년 29세의 젊은 나이로 모교인 성균관대 감독을 시작하면서 지도자의 길로 들어선다. 이후 그는 노진수, 마낙길, 박종찬, 임도헌, 신진식, 김상우, 장병철 등의 빼어난 스타 선수를 발굴하며 명장 반열에 들어서게 된다.

## 스카우트 파동
김남성 감독은 자신이 키워낸 선수 중에서 빼어난 실력을 자랑하는 선수를 당시 현대자동차서비스 배구단으로 보낸 이력으로도 유명했다. 대표적인 선수가 노진수, 마낙길, 박종찬, 임도헌, 진창욱, 김병선 등이 있다. 그러나 스카우트 과정에서 잡음이 일어나기도 했는데 마낙길, 신진식 선수의 경우가 대표적이었다.

### 마낙길
마낙길은 1987년 성균관대학교에 입학하여 대학 1학년 때 대통령배 배구대회에서 신인상을 수상하며, 코트의 야생마라는 별명을 얻을 정도로 거침없는 활약을 보이는 거포였다. 그의 활약을 눈여겨 보았던 당시 고려증권 진준택 감독의 영향으로 마낙길 선수는 당초 고려증권 배구단으로 입단이 예정되어 있었다. 그러나 고려증권에는 이재필이나 홍해천 등 수비형 레프트 포지션의 선수들이 있었을 뿐만 아니라, 1990년 대통령배 배구 대회에서 사상 최초의 전승 우승을 한 반면 현대자동차서비스에는 레프트 포지션에 취약점을 노출하고 있었다. 이를 아는 김남성 감독은 집요하게 마낙길 선수에게 현대자동차서비스 배구단에 입단할 것을 설득하였고, 결국 마낙길 선수가 고려증권이 아닌 현대자동차서비스로 입단하게 되었다.

### 신진식
신진식은 1993년 익산 남성고등학교를 졸업하고 성균관대학교에 입학하여 갈색 폭격기라는 애칭을 얻으며 빼어난 활약을 하고 있었다. 당시 가정 형편이 어려웠던 신진식은 현대자동차서비스 배구단으로부터 오래전부터 도움을 받은 적이 있어서, 처음부터 현대자동차서비스 배구단에 입단하기로 하고 1996년 초에 현대자동차서비스와 10억원에 가계약을 맺으며 현대자동차서비스에 입단이 확실시되는듯 해보였다. 그러나 그가 졸업하기 1년 전인 1996년에 삼성화재 배구단이 창단되면서 문제가 불거지기 시작했는데, 당시 삼성그룹이 성균관대학교의 재단을 재인수하면서(성균관대학교 수원캠퍼스는 1965년 삼성문화재단에 의하여 설립되었으나 1977년 잠시 경영권을 포기하였다) 성균관대학교를 졸업할 예정인 신진식 선수에 대한 압박이 심해졌다. 신진식 선수는 현대자동차서비스로 가겠다는 의사를 강력히 밝혔으나, 성균관대학교에서는 현대자동차서비스로 갈 경우 특기생 학점을 주지 아니한다는 방침을 고수하였고, 이 때문에 신진식은 어쩔 수 없이 현대자동차서비스행을 포기하여 1996년 10월 삼성화재에 입단하게 된다. 신진식의 성균관대 1년 선배인 김상우가 당초 센터 김병선 선수의 급사로 센터진에 공백이 생긴 현대자동차서비스에 입단하기로 되어 있었지만 삼성화재의 창단에 따라 진로를 바꾸게 된 일로 김남성 감독이 신진식을 현대자동차서비스로 보내겠다는 의사를 굽히지 않으며 법정 공방이 일어나게 되자, 결국 성균관대학교 배구부 감독에서 해임되었다.
이후 그는 현대건설 여자 배구단과 명지대학교에서 지도자 생활을 하게 되었다. 2008년 서울 드림식스의 초대 감독을 맡았으나, 2009 - 2010 시즌 후 일신상의 이유로 사임했다.

## 김남성 어록
김남성 어록은 작전타임과 인터뷰를 통해 그가 하는 말을 묶은 것으로 다른 감독들에게서는 들을 수 없는 독특한 내용이 들어 있는데, 디씨인사이드 배구 갤러리에서 그의 어록이 처음 만들어졌다.

### 예시
- "블로킹은 거울에 반사되는 빛과 같다" : 2009년 1월 24일 천안 현대캐피탈 스카이워커스전에서 작전 타임 도중
- "쟤들의 블로킹은 세계 수준이야" : 2009년 1월 24일 천안 현대캐피탈 스카이워커스전에서 작전 타임 도중
- "경제적인 배구를 해야 되는 거야" : 2009년 1월 25일 상무와의 경기 중 3세트 작전 타임 도중
- "IMF 맞아야 돼, 경제 살려야 돼?" : 2009년 1월 25일 상무와의 경기 중 4세트 경기가 풀리지 않자 작전 타임을 부르고 신영석 선수에게 한 말
- "배구는 종이 백지 한 장 차이이다" : 2009년 1월 25일 상무와의 경기를 승리한 후 KBS N sports 김석류 아나운서가 승리 소감을 묻자 한 말

## 수상 경력
- 1987년 대통령 표창
- 1990년 체육포장
- 1995년 대한 배구 협회 최우수 지도자상
- 2005년 대한민국 체육훈장 기린장